# Rudi Lagemann
Rudi Lagemann (Cachoeira do Sul, 1960) é um ator, diretor, roteirista, editor e produtor de cinema e televisão brasileiro. Venceu o prêmio de melhor filme no Festival de Gramado de 2006 por Anjos do Sol, o primeiro filme que dirigiu. Foi um dos responsáveis pela direção da telenovela Rebelde, de Margareth Boury.

## Trajetória

#### Cinema
Rudi Lagemann foi roteirista do filme Kung Fu Contra as Bonecas, de 1976. Em 1982 atuou em Coisa na Roda, no papel de Guilherme, filme que teve direção de Werner Schünemann. No ano seguinte atua novamente em um filme dirigido por Werner Schünemann, Me Beija, em que vive o personagem Raul, papel pelo qual ganhou o Troféu Candango de melhor ator no Festival de Brasília. Schünemann também foi premiado com o Candango de melhor diretor. Em 1985 atua como produtor do filme Aqueles Dois, que teve direção de Sergio Amon. Já no Luzia Homem (1987) trabalha como assistente de direção, a direção ficou por conta de Fábio Barreto. Em Kuarup (1989), dirigido por Ruy Guerra trabalhou como roteirista. Foi assistente de direção em O Primeiro Dia (1999), que teve direção de Walter Salles e Daniela Thomas. Em 2006 Lagemann dirige Anjos do Sol. No ano seguinte é o diretor de Xuxa em Sonho de Menina.

#### Anjos do Sol
Trabalhando com cinema e publicidade Legemann tinha o sonho de dirigir o seu primeiro longa-metragem. Com formação humanista e por sua inquietude diante dos problemas da sociedade pesquisou assuntos pouco explorados no audiovisual. Sobre trabalho infantil encontrou farto trabalho sobre prostituição infantil. Constatou que na cinematografia brasileira somente Iracema (1976) de Orlando Senna e Jorge Bodanzki se aproximavam do tema. Havia um material rico e inexplorado para ser trabalhado. O roteiro nasceu da pesquisa em jornais, revistas, internet, textos de ONGs, sobre a questão da exploração sexual de crianças e adolescentes.
Lagemann era um dos concorrentes (6 vencedores entre 193 concorrentes) do concurso de Roteiros de Longas de Baixo Orçamento do Ministério da Cultura, em dezembro de 2003. Só fez o Anjos do Sol porque foi um dos premiados. O prêmio foi de 800 mil. A produtora colocou 400 mil sem nenhum tipo de incentivo. E aí surgiu o Anjos do Sol. Em média a realização de um filme no Brasil, à época, custava em torno de três milhões de reais. Antes disso, em 2001, o roteiro de Anjos do Sol foi selecionado para o Laboratório de Roteiros do Instituto Sundance, do ator Robert Redford. Com pouco dinheiro a equipe do filme usou a criatividade e o empenho de todos. Rudi diz que se não tivesse sido assistente de direção por tanto tempo o resultado do filme seria outro, pois aprendeu algo com cada diretor que trabalhou: direção dos atores, questão técnica, ousadia e criatividade. Além disso ele tinha dirigido por volta de trezentos comerciais.

#### Televisão
Lagemann estreou na rede Rede Record em 2008 onde dividiu a direção da novela Chamas da Vida, escrita por Cristianne Fridman, com Roberto Bomtempo. No ano seguinte dirigiu Bela, a Feia. Em 2011 foi a vez de Rebelde, adaptação brasileira da novela mexicana. Já em 2014 dirige a série Conselho Tutelar que teve três temporadas com um total de qui e episódios e terminou em 2018. Na novela Jesus foi o diretor assistente. Atualmente, setembro de 2020, o folhetim está sendo reprisado.
A novela Topíssima (2019) marcou a estreia de Rudi Lageman como diretor-geral. Na nova função levou pessoas da publicidade e de seriados para trabalhar com ele. Em relação aos equipamentos, levou o gimbal que usou na série Conselho Tutelar e também o cameraman dele para operar o equipamento.
Atualmente está trabalhando em Amor sem Igual, que teve início em dezembro de 2019. Em março de 2020 as gravações da novela foram suspensas por causa da pandemia causada pelo novo corona vírus. O retorno das gravações aconteceram em agosto de 2020 com rígidos protocolos de segurança e em breve a novela voltará à grade de programação da Record.

## Trabalhos
Como ator:
- 1989: Kuarup
- 1984: Me Beija
- 1984: Verdes Anos
- 1983: Inverno
- 1982: Coisa na Roda
- 1981: Deu Pra Ti Anos 70

Como produtor:
- 2006: Anjos do Sol
- 1994: Veja Esta Canção (produtor executivo)
- 1985: Sonho Sem Fim (gerente de produção)
- 1985: Aqueles Dois (produtor executivo)
- 1984: Me Beija (1984) (gerente de produção)
- 1984: Verdes Anos (gerente de produção)
- 1983: Eréndira (produtor assistente)
- 1982: Coisa na Roda

Como diretor:
- 2024: Reis (telenovela da RecordTV) (diretor geral a partir da décima temporada)
- 2022: Todas As Garotas Em Mim (série da RecordTV) (diretor geral)
- 2019: Amor sem Igual (telenovela da RecordTV) (diretor geral)
- 2019: Topíssima (telenovela da RecordTV) (diretor geral)
- 2018: Jesus (telenovela da RecordTV) (diretor assistente)
- 2014: Conselho Tutelar (série da Rede Record)
- 2011: Rebelde (telenovela da Rede Record)
- 2009: Bela, a feia (telenovela da Rede Record)
- 2008: Chamas da Vida (telenovela da Rede Record)
- 2007: Xuxa em Sonho de Menina
- 2006: Anjos do Sol
- 1985: Aqueles Dois (diretor assistente)
- 1989: Kuarup (diretor assistente)

Como roteirista:
- 2006: Anjos do Sol
- 1984: Me Beija

Como editor:
- 2006: Anjos do Sol
- 1986: A Cor do Seu Destino (continuista)

## Prêmios
Festival de Brasília
- 1984: Melhor ator por Me Beija

Festival de Gramado
- 2006: Melhor filme por Anjos do Sol
- 2006: Melhor roteiro por Anjos do Sol
- 2006: Melhor montagem por Anjos do Sol